# Јохан Георг Ваглер
Јохан Георг Ваглер (њем. Johann Georg Wagler; Нирнберг, 28. март 1800 — Минхен, 23. август 1832) је био њемачки херпетолог и орнитолог.
Ваглер је радио као асистент Јохана Баптиста фон Шпикса, а постао је директор Зоолошког музеја Универзитета у Минхену након Шпиксове смрти 1826. године. Радио је на сачињавању богате колекције јединки које је доносио из Бразила, о којима је написао књигу Monographia Psittacorum (1832), која је обухватала описе плавих ара.
Ваглер је погинуо тако што се случајно упуцао из ватреног оружја током сакупљања узорака.